# Загайкевич, Владимир
Владимир Загайкевич (19 октября 1876, Тернополь — 7 июня 1949, Миттенвальд) — деятель украинского национализма, политический деятель Австро-Венгерской империи, Западно-Украинской Народной Республики (ЗУНР) и Второй Речи Посполитой, депутат сейма II и III каденций, вице-маршалок сейма второй каденции (1928—1930), доктор права.
Изучал право на юридическом факультете Францисканского университета во Львове (Лемберге), а также в Вене и Берлине. После окончания обучения работал юристом, принимал участие в общественной жизни украинской общины в Восточной Галиции. В 1911—1918 годах был членом рейхсрата XII каденции в Вене, параллельно с этим был депутатом в совете Перемышля.
Во время Первой мировой войны воевал в императорской армии, после распада Австро-Венгрии осенью 1918 года был одним из членов Украинской народной рады ЗУЕР во Львове, выступал за включение Восточной Галиции в состав национального украинского государства, участвовал в создании Западно-Украинской Народной Республики. После занятия Перемышля польской армией с середины ноября 1918 по октябрь 1919 года был интернирован в лагере Краков-Домбе.
После 1925 года вступил в УНДО, став членом его рады. В 1928 году был избран народным депутатом по избирательному округу № 48 от Перемышля. В это же время был председателем так называемого «украинского клуба» в сейме, позже был избран вице-маршалком сейма при поддержке национальных меньшинств. В 1930 году снова был избран депутатом от того же района, в сейме третьей каденции, заменил председателя «украинского клуба» (1931—1935 годы).
Во время немецкой оккупации Польши был членом Апелляционного суда в Кракове (1939—1944), оставил Галицию с приближением Красной Армии. После Второй мировой войны поселился в Баварии, где и умер.